# Dolo (Somalia)
Dolo (in somalo Doolow), è una città della Somalia situata nella regione di Ghedo. È capoluogo della provincia omonima.